# Eduardo Yáñez
Eduardo Yáñez Luévano, bardziej znany jako Eduardo „Lalo” Yáñez (ur. 25 września 1960 roku w mieście Meksyk) – meksykański aktor telewizyjny i filmowy.

## Życiorys

### Wczesne lata
Wychowywany przez matkę i ojczyma, dorastał wraz z przyrodnimi braćmi w Los Angeles i Miami na Florydzie. Jako dziecko marzył, by w przyszłości zająć się profesjonalnie grą w piłkę nożną. 

### Kariera
Został dostrzeżony przez producenta telewizyjnego Ernesto Alonso, który zaangażował go do roli Carlosa w meksykańskiej operze mydlanej Quiereme Mucho (Quiéreme siempre, 1982). Podbił serca publiczności w wielu innych telenowelach. W 1991 przeniósł się do Stanów Zjednoczonych, gdzie pracował na planie dwóch oper mydlanych Capitalvision – Marielena (1994) i Guadalupe (1994). Zagrał także w kilku amerykańskich produkcjach kinowych: Striptiz (Striptease, 1996) z Demi Moore i Vingiem Rhamesem, Dzikie żądze (Wild Things, 1998), Napad (Held Up, 1999) u boku Jamie Foxxa, Megiddo (Megiddo: The Omega Code 2, 2001), Punisher (The Punisher, 2004) z Johnem Travoltą. Pojawił się też w operze mydlanej Spelling Entertainment Savannah (1996) i serialu CSI: Kryminalne zagadki Miami (CSI: Miami, 2002).

### Życie prywatne
Był dwukrotnie żonaty; z Normą Adrianą Garcią (1987-1990), z którą ma syna Eduardo Jr. i z Francescą Cruz (1996-2003).

## Filmografia

### Filmy kinowe
- 1984: La Muerte cruzó el río Bravo jako Fernando
- 1985: Contrato con la muerte
- 1985: Enemigos a muerte jako Jorge
- 1985: Narco terror
- 1986: El Maleficio II Profesor Andrés
- 1986: Yako, cazador de malditos jako José Luis/Yako
- 1987: Asesinato en la plaza Garibaldi
- 1987: Hombres de arena
- 1987: Dias de matanza
- 1988: Bancazo en Los Mochis
- 1988: Panico en la carretera
- 1988: Contrabando, amor y muerte
- 1989: Operación asesinato
- 1990: Carrera contra la muerte
- 1991: Polvo de muerte
- 1991: Golpe brutal
- 1994: Gladiadores del infierno
- 1995: Ocho malditos
- 1996: Striptiz' (Striptease jako Chico
- 1996: Robin Goodfellow jako Diego
- 1998: Dzikie żądze (Wild Things) jako Frankie Condo
- 1999: Napad (Held Up) jako Rodrigo
- 2000: Nokaut (Knockout) jako Mario
- 2001: Megiddo (Megiddo: The Omega Code 2) jako generał Garcia
- 2004: Punisher (The Punisher) jako Mike Toro
- 2004: Człowiek w ogniu (Man on Fire) jako ochroniarz 2A
- 2006: Rumble (All You've Got) Javier Espinoza
- 2006: Hot Tamale jako Sammy

### Filmy TV
- 1999: Doktor Quinn (Dr. Quinn Medicine Woman: The Movie) jako Valdez
- 1996: Niewinne kłamstwa (Miami Hustle) jako Jose

### Seriale TV
- 1982: Quiéreme siempre jako Carlos
- 1983: El Maleficio jako Diego
- 1984: Tú eres mi destino jako Fabián
- 1984: El Amor nunca muere jako Alfonso
- 1985: Cartas de amor
- 1987: Senda de gloria jako Manuel Fortuna
- 1989: Dulce desafío jako Enrique
- 1990: Yo compro esa mujer jako Aldama
- 1991: En carne propia jako Leonardo Rivadeneyra
- 1994: Guadalupe jako Alfredo Robinson
- 1994: Marielena jako Luis Felipe Sandoval
- 1996: Savannah jako Benny Serna
- 1997: Najemnicy (Soldier of Fortune, Inc.) jako Miguel Peralta
- 2002: CSI: Kryminalne zagadki Miami jako Kolumbijski śledczy
- 2003: Te amaré en silencio jako Camilo
- 2005: Cold Case jako Felix Darosa
- 2005: Uśpiona komórka (Sleeper Cell) jako Felix Ortiz
- 2005: Escándalo (El Escándalo del mediodía) jako CoHost
- 2006: La Verdad oculta jako Juan José Victoria
- 2007: Miłość jak tequila (Destilando amor) jako Rodrigo Montalvo Santos
- 2008: Fuego en la Sangre jako Juan Robles Reyes
- 2009-2010: Dzikie serce (Corazón salvaje) jako Juan del Diablo
- 2011: Agenci NCIS: Los Angeles (NCIS: Los Angeles) jako Antonio Medina
- 2012-: Amores verdaderos jako Jose Angel Arriaga